# Jennifer Bradley
Jennifer Bradley (nacida el 22 de septiembre de 1970) es una abogada y congresista estadounidense que representa el 5° Distrito del Senado de Florida, que incluye los condados de Baker, Bradford, Clay, Columbia, Dixie, Gilchrist, Lafayette, Levy, Suwannee, Union, y parte del condado de Marion. Bradley pertenece al partido Republicano.

## Primeros años, educación y carrera profesional
Jennifer Bradley nació en la base aérea estadounidense de Tachikawa en Tokio, Japón. Bradley obtuvo una licenciatura en criminología de la Universidad de Florida en 1991 y un Juris doctor de la Universidad Estatal de Florida en 1995. Su experiencia profesional incluye trabajar como abogada; gerente comercial de Bradley, Garrison & Komando, P.A.; y ser dueña de Hibernia Property Management, Inc.

## Carrera política
Bradley entró a la política en el año 2020 cuando después de ganar las primarias republicanas con el 59% de los votos frente a Jason Holifield, ganó el puesto de senadora con el 74.8% de los votos frente a la demócrata Stacey Peters, el 3 de noviembre de 2020. 

### Comités
Mientras mantiene su puesto hasta el 5 de noviembre de 2024, Bradley ha sido asignada a los siguientes comités:

#### 2021-2022
- Comité de Agricultura, Vicepresidente
- Comité de Negociación Colectiva
- Comité Conjunto de Auditoría Legislativa
- Comité de Asuntos Comunitarios, Presidente
- Comité de Educación
- Comité de Ética y Elecciones
- Comité Judicial del Senado[4]

## Vida personal
Bradley está casada con Rob y juntos tienen 3 hijos: Conner, Stephanie y Caroline. Bradley es cristiana, apoya a los Florida Gators y le gustan los perros y la jardinería.